# 특별한 하루 (2020년 영화)
특별한 하루(The Special Day)는 한국에서 제작된 이준수 감독의 2020년 드라마, 가족 영화이다. 이준수 등이 주연으로 출연하였다.
주인공 영준이 선배 환몽으로부터 공연 의뢰를 받으면서 겪게되는 로드무비이다.

## 출연

### 주연
- 이준수

### 조연
- 남지은
- 정환몽
- 한상철

## 제작진
- 연출부: 김다윗
- 연출부: 김대현
- 스크립터: 이현수
- 음향: 장종엽
- 미술: 현남주
- 분장: 전소리
- 슬레이터: 김지은